# Laurent Martin (écrivain)
Pour les articles homonymes, voir Laurent Martin et Martin.
Œuvres principales
- L'Ivresse des dieux

Laurent Martin, né le 7 novembre 1966 à Ali Sabieh (Djibouti, alors Côte française des Somalis), est un écrivain français de roman policier. 

## Biographie
Laurent Martin est né en 1966, à Ali Sabieh, une station du chemin de fer entre Djibouti et Addis- Abeba. 
Il a été libraire, archéologue, guide touristique et enseignant de français et d'histoire-géographie avant de se consacrer pleinement à l'écriture.
Son premier roman, L'Ivresse des dieux paru à la Série noire, a reçu le grand prix de littérature policière en 2003. Depuis il a publié plusieurs romans noirs. il écrit également des nouvelles, des articles et des textes radiophoniques (France Inter, France Culture).
En 2006, il a créé en compagnie de Stéfanie Delestré, Shanghai express, un magazine consacré à la littérature noire et policière.
Il publie en 2023 On mange froid, « court polar pour adolescents ».

## Engagement politique
En 2012, il soutient Jean-Luc Mélenchon, candidat du Front de gauche à l'élection présidentielle.

## Œuvre
- L'Ivresse des dieux (Gallimard Série noire, 2002)
- Or noir peur blanche (Le Passage, 2003)
- La Tribu des morts (Gallimard Série noire 2004)
- Des rives lointaines (Le Passage, 2004)
- Le Roi du Nil - Photographies d’Erick Bonnier- Texte de Laurent Martin (Alvik Éditions, 2005)
- Des ombres sur l'Euphrate - écrit avec Anne Gautier (Le Serpent à Plumes, 2005)
- Le Père prodigue (Syros jeunesse, 2006)
- La Reine des connes (Suite noire - Éd. La Branche), 2007
- Cantique des gisants (Le Passage, 2007)
- Certains l'aiment clos (Le Poulpe - Éd. Baleine), 2009
- On mange froid[1], Éditions In8, 2023

## Prix et distinctions
- Grand prix de littérature policière 2003 pour L'Ivresse des dieux[3]

## Adaptation de son œuvre
- 2009 : La Reine des connes, téléfilm de Guillaume Nicloux, d'après son roman éponyme[4], publié en 2007.